# Llista de monuments de Cornellà de Llobregat
Llista de monuments de Cornellà de Llobregat inclosos en l'Inventari del Patrimoni Arquitectònic Català per al municipi de Cornellà de Llobregat (Baix Llobregat). Inclou els inscrits en el Registre de Béns Culturals d'Interès Nacional (BCIN) amb la classificació de monuments històrics i els Béns Culturals d'Interès Local (BCIL) de caràcter arquitectònic.
| Monument                                                                       | Protecció   | Estil/època                                            | Localització                                                                              | Coordenades                                          | Codi?         | Imatge |
| ------------------------------------------------------------------------------ | ----------- | ------------------------------------------------------ | ----------------------------------------------------------------------------------------- | ---------------------------------------------------- | ------------- | --- |
| Castell de Cornellà, el Castellnou                                             | BCIN 708-MH | Gòtic XIII-XV, XVI, XVII-XVIII                         | Cornellà de Llobregat                                                                     | 41° 21′ 14″ N, 2° 04′ 18″ E / 41.353878°N,2.071623°E | RI-51-0005466 | Castell de Cornellà (Cornellà de Llobregat) · Vegeu més fotos d'aquest monument · Carregueu una nova foto d'aquest monument                                              |
| Conjunt carrer Angulo                                                          |             | Obra popular XVIII, XIX                                | Cornellà de Llobregat C. Angulo, Femades                                                  | 41° 21′ 31″ N, 2° 05′ 45″ E / 41.358748°N,2.095719°E | IPA-18407     | Conjunt carrer Angulo (Cornellà de Llobregat) · Vegeu més fotos d'aquest monument · Carregueu una nova foto d'aquest monument                                            |
| Can Famades, Can Serra                                                         | BCIL 2002   | Obra popular XVII, XVIII                               | Cornellà de Llobregat C. Angulo, 1, Femades                                               | 41° 21′ 32″ N, 2° 05′ 44″ E / 41.358885°N,2.095549°E | IPA-18408     | Can Famades (Cornellà de Llobregat) · Vegeu més fotos d'aquest monument · Carregueu una nova foto d'aquest monument                                                      |
| Can Cuixart                                                                    | BCIL 2002   | Modernisme 1913                                        | Cornellà de Llobregat Rambla Anselm Clavé, 18                                             | 41° 21′ 17″ N, 2° 04′ 19″ E / 41.354750°N,2.071943°E | IPA-18409     | Can Cuixart (Cornellà de Llobregat) · Vegeu més fotos d'aquest monument · Carregueu una nova foto d'aquest monument                                                      |
| Antiga rectoria                                                                | BCIL 2002   | Obra popular, barroc XVIII                             | Cornellà de Llobregat C. St. Vicenç Màrtir - Ptge. Destraleta - Racó d'Enric Móra i Gosch | 41° 21′ 21″ N, 2° 04′ 11″ E / 41.355817°N,2.069727°E | IPA-18410     | Antiga rectoria (Cornellà de Llobregat) · Vegeu més fotos d'aquest monument · Carregueu una nova foto d'aquest monument                                                  |
| Habitatge a la plaça dels Enamorats                                            |             | Noucentisme XX Inici                                   | Cornellà de Llobregat Pl. dels Enamorats                                                  | 41° 21′ 19″ N, 2° 04′ 11″ E / 41.355396°N,2.069704°E | IPA-18411     | Habitatge a la plaça dels Enamorats (Cornellà de Llobregat) · Vegeu més fotos d'aquest monument · Carregueu una nova foto d'aquest monument                              |
| Institut Municipal d'Educació                                                  |             | Noucentisme XX Inici                                   | Cornellà de Llobregat Pl. Enamorats, 6                                                    | 41° 21′ 19″ N, 2° 04′ 10″ E / 41.355232°N,2.069523°E | IPA-18412     | Institut Municipal d'Educació (Cornellà de Llobregat) · Vegeu més fotos d'aquest monument · Carregueu una nova foto d'aquest monument                                    |
| Església parroquial de Santa Maria de Cornellà                                 |             | Darreres tendències XX (1940-1948)                     | Cornellà de Llobregat Pl. de l'Església                                                   | 41° 21′ 20″ N, 2° 04′ 12″ E / 41.355549°N,2.070014°E | IPA-18413     | Església parroquial de Santa Maria de Cornellà (Cornellà de Llobregat) · Vegeu més fotos d'aquest monument · Carregueu una nova foto d'aquest monument                   |
| Casa Maragall                                                                  | BCIL 2002   | Obra popular XVIII                                     | Cornellà de Llobregat Ctra. Esplugues - Gral. Prim                                        | 41° 21′ 22″ N, 2° 04′ 16″ E / 41.356055°N,2.071179°E | IPA-18416     | Casa Maragall (Cornellà de Llobregat) · Vegeu més fotos d'aquest monument · Carregueu una nova foto d'aquest monument                                                    |
| Torre Gelabert                                                                 |             | Noucentisme XX                                         | Cornellà de Llobregat Pl. Enamorats, 8                                                    | 41° 21′ 18″ N, 2° 04′ 11″ E / 41.355116°N,2.069628°E | IPA-18418     | Torre Gelabert (Cornellà de Llobregat) · Vegeu més fotos d'aquest monument · Carregueu una nova foto d'aquest monument                                                   |
| Ajuntament de Cornellà de Llobregat                                            | BCIL 2002   | Noucentisme, historicisme XX                           | Cornellà de Llobregat Jacint Verdaguer / Pl. Església                                     | 41° 21′ 19″ N, 2° 04′ 13″ E / 41.355189°N,2.070146°E | IPA-18419     | Ajuntament de Cornellà de Llobregat · Vegeu més fotos d'aquest monument · Carregueu una nova foto d'aquest monument                                                      |
| Can Vallhonrat                                                                 | BCIL 2002   | Obra popular XVIII                                     | Cornellà de Llobregat Jacint Verdaguer, 9-13                                              | 41° 21′ 18″ N, 2° 04′ 14″ E / 41.355056°N,2.070582°E | IPA-18422     | Can Vallhonrat (Cornellà de Llobregat) · Vegeu més fotos d'aquest monument · Carregueu una nova foto d'aquest monument                                                   |
| Conjunt carrer de la Llet, Conjunt carrer de l'Ametller                        |             | Noucentisme XIX, XX Inici                              | Cornellà de Llobregat C. de la Llet                                                       | 41° 21′ 17″ N, 2° 04′ 11″ E / 41.354676°N,2.069659°E | IPA-18423     | Conjunt carrer de la Llet (Cornellà de Llobregat) · Vegeu més fotos d'aquest monument · Carregueu una nova foto d'aquest monument                                        |
| Delegació de Sanitat i Assistència Social Ajuntament de Cornellà               |             | Noucentisme XX Inici                                   | Cornellà de Llobregat C. Amettler, 12                                                     | 41° 21′ 17″ N, 2° 04′ 11″ E / 41.354804°N,2.069634°E | IPA-18424     | Delegació de Sanitat i Assistència Social Ajuntament de Cornellà (Cornellà de Llobregat) · Vegeu més fotos d'aquest monument · Carregueu una nova foto d'aquest monument |
| Façana del carrer de la Llet, 29                                               |             | Modernisme XX Inici                                    | Cornellà de Llobregat C. de la Llet, 29                                                   | 41° 21′ 16″ N, 2° 04′ 10″ E / 41.354525°N,2.069474°E | IPA-18425     | Façana del carrer de la Llet, 29 (Cornellà de Llobregat) · Vegeu més fotos d'aquest monument · Carregueu una nova foto d'aquest monument                                 |
| Habitatges al carrer de la Llet, 31-33-41                                      |             | Modernisme XIX, XX                                     | Cornellà de Llobregat C. de la Llet, 31-33-41                                             | 41° 21′ 16″ N, 2° 04′ 10″ E / 41.354477°N,2.069395°E | IPA-18426     | Habitatges al carrer de la Llet, 31-33-41 (Cornellà de Llobregat) · Vegeu més fotos d'aquest monument · Carregueu una nova foto d'aquest monument                        |
| Habitatge al carrer Marquès de Cornellà, 20                                    |             | Noucentisme XX Inici                                   | Cornellà de Llobregat C. Marquès de Cornellà, 20                                          | 41° 21′ 18″ N, 2° 03′ 59″ E / 41.354957°N,2.066374°E | IPA-18427     | Habitatge al carrer Marquès de Cornellà, 20 (Cornellà de Llobregat) · Vegeu més fotos d'aquest monument · Carregueu una nova foto d'aquest monument                      |
| Habitatges al carrer Marquès de Cornellà, 48-54                                |             | Noucentisme XX Inici                                   | Cornellà de Llobregat C. Marquès de Cornellà, 48-54                                       | 41° 21′ 15″ N, 2° 04′ 01″ E / 41.354235°N,2.067003°E | IPA-18428     | Habitatges carrer Marquès de Cornellà, 48-54 (Cornellà de Llobregat) · Vegeu més fotos d'aquest monument · Carregueu una nova foto d'aquest monument                     |
| Habitatge al carrer Marquès de Cornellà, 70                                    |             | Obra popular XX Inici                                  | Cornellà de Llobregat C. Marquès de Cornellà, 70                                          | 41° 21′ 13″ N, 2° 04′ 03″ E / 41.353578°N,2.067598°E | IPA-18429     | Habitatge al carrer Marquès de Cornellà, 70 (Cornellà de Llobregat) · Vegeu més fotos d'aquest monument · Carregueu una nova foto d'aquest monument                      |
| Habitatge al carrer Martí i Julià - carrer Ramon Campoamor                     |             | Noucentisme XX                                         | Cornellà de Llobregat C. Martí i Julià - c. Ramon Campoamor                               |                                                      | IPA-18430     | Carregueu una nova foto d'aquest monument |
| Centre Catalanista l'Avenç, Mobles Masip o Can Masip                           | BCIL 2002   | Modernisme 1904-1905                                   | Cornellà de Llobregat C. Menéndez Pelayo, 10                                              | 41° 21′ 11″ N, 2° 04′ 16″ E / 41.353166°N,2.071056°E | IPA-18431     | Can Masip (Cornellà de Llobregat) · Vegeu més fotos d'aquest monument · Carregueu una nova foto d'aquest monument                                                        |
| Mercat                                                                         |             | Darreres tendències XX Mitjan                          | Cornellà de Llobregat C. Menendez Pelayo - Canalejas                                      | 41° 21′ 11″ N, 2° 04′ 17″ E / 41.353151°N,2.071526°E | IPA-18432     | Mercat (Cornellà de Llobregat) · Vegeu més fotos d'aquest monument · Carregueu una nova foto d'aquest monument                                                           |
| Conjunt carrer de Miquel de Roncalí                                            |             | Obra popular XIX, XX                                   | Cornellà de Llobregat C. Miquel de Roncalí                                                | 41° 21′ 17″ N, 2° 04′ 09″ E / 41.354747°N,2.069115°E | IPA-18433     | Conjunt del carrer de Miquel de Roncalí (Cornellà de Llobregat) · Vegeu més fotos d'aquest monument · Carregueu una nova foto d'aquest monument                          |
| Habitatge al carrer Mossèn Cinto Verdaguer - Menéndez Pelayo                   |             | Obra popular XIX                                       | Cornellà de Llobregat C. Mossèn Cinto Verdaguer - Menéndez Pelayo (enderrocada)           |                                                      | IPA-18435     | Carregueu una nova foto d'aquest monument |
| Cal Riu, Cal Tolosa                                                            |             | Noucentisme Ignasi Brugueras Llobet 1911-1929          | Cornellà de Llobregat C. Verge de Montserrat, 22 - c. Marquès de Cornellà                 | 41° 21′ 05″ N, 2° 04′ 13″ E / 41.35142°N,2.07037°E   | IPA-18437     | Cal Riu (Cornellà de Llobregat) · Vegeu més fotos d'aquest monument · Carregueu una nova foto d'aquest monument                                                          |
| Can Risuenyo o Rissuenyo                                                       | BCIL 2002   | Obra popular XVIII                                     | Cornellà de Llobregat C. Pius XII, 14 - C. Lasarte                                        | 41° 21′ 22″ N, 2° 04′ 06″ E / 41.356068°N,2.068455°E | IPA-18438     | Can Rissuenyo (Cornellà de Llobregat) · Vegeu més fotos d'aquest monument · Carregueu una nova foto d'aquest monument                                                    |
| Conjunt del carrer Rubió i Ors                                                 |             | Obra popular, Modernisme XVIII, XIX                    | Cornellà de Llobregat C. Rubió i Ors                                                      | 41° 21′ 13″ N, 2° 04′ 07″ E / 41.353606°N,2.068717°E | IPA-18439     | Conjunt del carrer Rubió i Ors (Cornellà de Llobregat) · Vegeu més fotos d'aquest monument · Carregueu una nova foto d'aquest monument                                   |
| Habitatge al carrer Rubió i Ors, 37                                            |             | Noucentisme XX Inici                                   | Cornellà de Llobregat C. Rubió i Ors, 37                                                  | 41° 21′ 17″ N, 2° 04′ 04″ E / 41.354605°N,2.067764°E | IPA-18440     | Habitatge al carrer Rubió i Ors, 37 (Cornellà de Llobregat) · Vegeu més fotos d'aquest monument · Carregueu una nova foto d'aquest monument                              |
| Casa modernista al carrer Rubió i Ors, 24                                      |             | Modernisme XX Inici                                    | Cornellà de Llobregat C. Rubió i Ors, 24                                                  | 41° 21′ 19″ N, 2° 04′ 00″ E / 41.355397°N,2.06671°E  | IPA-18441     | Casa modernista al carrer Rubió i Ors, 24 (Cornellà de Llobregat) · Vegeu més fotos d'aquest monument · Carregueu una nova foto d'aquest monument                        |
| Carrer Rubió i Ors, 24-26, 78, 92-94                                           |             | Modernisme XIX Final, XX Inici                         | Cornellà de Llobregat C. Rubió i Ors                                                      | 41° 21′ 14″ N, 2° 04′ 05″ E / 41.353999°N,2.068131°E | IPA-18442     | Carrer Rubió i Ors, 24-26, 78, 92-94 (Cornellà de Llobregat) · Vegeu més fotos d'aquest monument · Carregueu una nova foto d'aquest monument                             |
| Habitatge al carrer Rubió i Ors, 45                                            |             | Noucentisme XX Inici                                   | Cornellà de Llobregat C. Rubió i Ors, 45                                                  | 41° 21′ 16″ N, 2° 04′ 05″ E / 41.354473°N,2.067923°E | IPA-18443     | Habitatge al carrer Rubió i Ors, 45 (Cornellà de Llobregat) · Vegeu més fotos d'aquest monument · Carregueu una nova foto d'aquest monument                              |
| Escola Can Gaya                                                                |             | Eclecticisme XIX                                       | Cornellà de Llobregat C. Rubió i Ors, 65                                                  | 41° 21′ 14″ N, 2° 04′ 09″ E / 41.353827°N,2.069114°E | IPA-18444     | Escola Can Gaya (Cornellà de Llobregat) · Vegeu més fotos d'aquest monument · Carregueu una nova foto d'aquest monument                                                  |
| Habitatges carrer Rubió i Ors, 75-79 (desapareguts)                            |             | Obra popular XX Inici                                  | Cornellà de Llobregat C. Rubió i Ors, 75-79                                               | 41° 21′ 12″ N, 2° 04′ 09″ E / 41.353409°N,2.069111°E | IPA-18445     | Carregueu una nova foto d'aquest monument |
| Fusteria Cornellà                                                              |             | Noucentisme                                            | Cornellà de Llobregat C. Rubió i Ors, 91                                                  | 41° 21′ 11″ N, 2° 04′ 11″ E / 41.353178°N,2.069592°E | IPA-18446     | Fusteria Cornellà (Cornellà de Llobregat) · Vegeu més fotos d'aquest monument · Carregueu una nova foto d'aquest monument                                                |
| Cases Isabel Puig Daga                                                         |             | Modernisme XX                                          | Cornellà de Llobregat C. Rubió i Ors, 92-94                                               | 41° 21′ 14″ N, 2° 04′ 05″ E / 41.35402°N,2.06811°E   | IPA-18447     | Cases Isabel Puig Daga (Cornellà de Llobregat) · Vegeu més fotos d'aquest monument · Carregueu una nova foto d'aquest monument                                           |
| Fàbrica modernista Norvic                                                      |             | Modernisme XX Inici                                    | Cornellà de Llobregat C. Rubió i Ors, 106                                                 | 41° 21′ 13″ N, 2° 04′ 07″ E / 41.353694°N,2.068493°E | IPA-18448     | Fàbrica modernista Norvic (Cornellà de Llobregat) · Vegeu més fotos d'aquest monument · Carregueu una nova foto d'aquest monument                                        |
| Colònia Can Rosés                                                              | BCIL 2002   | Eclecticisme XX Inici                                  | Cornellà de Llobregat Av. dels Alps                                                       | 41° 21′ 18″ N, 2° 04′ 35″ E / 41.355061°N,2.076434°E | IPA-18449     | Colònia Can Rosés (Cornellà de Llobregat) · Vegeu més fotos d'aquest monument · Carregueu una nova foto d'aquest monument                                                |
| Farmàcia al carrer Rubió i Ors                                                 |             | Noucentisme XX                                         | Cornellà de Llobregat C. Rubió i Ors, 128                                                 | 41° 21′ 11″ N, 2° 04′ 09″ E / 41.353138°N,2.069205°E | IPA-18450     | Farmàcia al carrer Rubió i Ors (Cornellà de Llobregat) · Vegeu més fotos d'aquest monument · Carregueu una nova foto d'aquest monument                                   |
| Concessionari Pirelli, Economat Pirelli                                        |             | Noucentisme XX                                         | Cornellà de Llobregat C. Rubió i Ors, 149                                                 | 41° 21′ 10″ N, 2° 04′ 18″ E / 41.352656°N,2.071769°E | IPA-18451     | Concessionari Pirelli (Cornellà de Llobregat) · Vegeu més fotos d'aquest monument · Carregueu una nova foto d'aquest monument                                            |
| Habitatge al carrer Rubió i Ors, 198                                           |             | Modernisme XIX Final, XX Inici                         | Cornellà de Llobregat C. Rubió i Ors, 198                                                 | 41° 21′ 09″ N, 2° 04′ 17″ E / 41.352510°N,2.071391°E | IPA-18452     | Habitatge al carrer Rubió i Ors, 198 (Cornellà de Llobregat) · Vegeu més fotos d'aquest monument · Carregueu una nova foto d'aquest monument                             |
| Can Mercader o Castellnou, Torre de Bell-lloc Ozzali, ara Museu Palau Mercader | BCIL 2002   | Historicisme, eclecticisme - Josep Domínguez Valls XIX | Cornellà de Llobregat Ctra. Hospitalet, Dolors Almeda                                     | 41° 21′ 26″ N, 2° 05′ 07″ E / 41.357331°N,2.08515°E  | IPA-18454     | Can Mercader (Cornellà de Llobregat) · Vegeu més fotos d'aquest monument · Carregueu una nova foto d'aquest monument                                                     |
| Parc de Can Mercader                                                           | BCIL 2002   | Neoclassicisme-Romàntic XIX                            | Cornellà de Llobregat Ctra. Hospitalet, Dolors Almeda                                     | 41° 21′ 25″ N, 2° 05′ 08″ E / 41.356969°N,2.085471°E | IPA-18455     | Parc de Can Mercader (Cornellà de Llobregat) · Vegeu més fotos d'aquest monument · Carregueu una nova foto d'aquest monument                                             |
| Can Mercader: masoveria                                                        |             | Eclecticisme XIX                                       | Cornellà de Llobregat Parc de Can Mercader                                                | 41° 21′ 25″ N, 2° 05′ 04″ E / 41.357075°N,2.084581°E | IPA-18456     | Masoveria de Can Mercader (Cornellà de Llobregat) · Vegeu més fotos d'aquest monument · Carregueu una nova foto d'aquest monument                                        |
| Can Manso                                                                      | BCIL 2002   | Obra popular XVIII                                     | Cornellà de Llobregat Ctra. del Mig                                                       | 41° 20′ 49″ N, 2° 05′ 22″ E / 41.346974°N,2.089407°E | IPA-18457     | Can Manso (Cornellà de Llobregat) · Vegeu més fotos d'aquest monument · Carregueu una nova foto d'aquest monument                                                        |
| Can Peixo, Can Serra                                                           |             | Obra popular XII, XVIII                                | Cornellà de Llobregat Av. Sant Ferran (desaparegut)                                       | 41° 20′ 53″ N, 2° 05′ 21″ E / 41.347949°N,2.089031°E | IPA-18458     | Can Peixo (Cornellà de Llobregat) · Vegeu més fotos d'aquest monument · Carregueu una nova foto d'aquest monument                                                        |
| Cases del Castell                                                              |             | Obra popular XIX                                       | Cornellà de Llobregat C. Can Rosés, 116-132                                               | 41° 21′ 16″ N, 2° 04′ 46″ E / 41.354347°N,2.079547°E | IPA-18459     | Cases del Castell (Cornellà de Llobregat) · Vegeu més fotos d'aquest monument · Carregueu una nova foto d'aquest monument                                                |
| Societat General d'Aigües de Barcelona                                         | BCIL 2002   | Modernisme Josep Amargós i Samaranch XX (1900)         | Cornellà de Llobregat Ctra. St. Boi - ctra. d'Esplugues, el Fatjó                         | 41° 21′ 23″ N, 2° 03′ 52″ E / 41.356284°N,2.064577°E | IPA-18461     | Societat General d'Aigües de Barcelona (Cornellà de Llobregat) · Vegeu més fotos d'aquest monument · Carregueu una nova foto d'aquest monument                           |
| Destileria Juan Estrada                                                        |             | Eclecticisme XIX Final                                 | Cornellà de Llobregat Ctra. Esplugues, Can Fatjó (desapareguda)                           |                                                      | IPA-18462     | Destileria Juan Estrada (Cornellà de Llobregat) · Vegeu més fotos d'aquest monument · Carregueu una nova foto d'aquest monument                                          |
| Fàbrica Bagaria, Fàbrica Bagueria                                              | BCIL 2002   | Modernisme Modest Feu Estrada 1920-25                  | Cornellà de Llobregat Ctra. Esplugues-Bagueria, 169, el Pedró                             | 41° 21′ 59″ N, 2° 04′ 36″ E / 41.366285°N,2.076679°E | IPA-18463     | Fàbrica Bagaria (Cornellà de Llobregat) · Vegeu més fotos d'aquest monument · Carregueu una nova foto d'aquest monument                                                  |
| Porteria de la Fàbrica Bagaria o Bagueria                                      |             | Modernisme XX                                          | Cornellà de Llobregat Ctra. Esplugues-Bagueria, el Pedró                                  | 41° 22′ 00″ N, 2° 04′ 37″ E / 41.36656°N,2.07708°E   | IPA-18464     | Porteria de la Fàbrica Bagaria (Cornellà de Llobregat) · Vegeu més fotos d'aquest monument · Carregueu una nova foto d'aquest monument                                   |
| Estació de Renfe                                                               | BCIL 2002   | Eclecticisme XIX                                       | Cornellà de Llobregat Pl. de l'Estació, Can Fatjó                                         | 41° 21′ 27″ N, 2° 04′ 14″ E / 41.357519°N,2.07065°E  | IPA-18465     | Estació de Renfe (Cornellà de Llobregat) · Vegeu més fotos d'aquest monument · Carregueu una nova foto d'aquest monument                                                 |
| Can Campreciós                                                                 |             | Obra popular XVIII                                     | Cornellà de Llobregat C. Lleó Fontova                                                     | 41° 21′ 51″ N, 2° 03′ 39″ E / 41.364284°N,2.060873°E | IPA-18466     | Can Campreciós (Cornellà de Llobregat) · Vegeu més fotos d'aquest monument · Carregueu una nova foto d'aquest monument                                                   |
| Torre Cebrià Camprubí Nadal, Casa Camprubí                                     | BCIL 2002   | Noucentisme, Modernisme XX Inici                       | Cornellà de Llobregat Ctra. Sant Joan Despí                                               | 41° 21′ 43″ N, 2° 03′ 41″ E / 41.361869°N,2.061453°E | IPA-18467     | Torre Cebrià Camprubí Nadal (Cornellà de Llobregat) · Vegeu més fotos d'aquest monument · Carregueu una nova foto d'aquest monument                                      |
| Fàbrica Suris, Can Nisa                                                        | BCIL 2002   | Modernisme XIX Final                                   | Cornellà de Llobregat Ctra. Sant Joan Despí, Fontsanta                                    | 41° 21′ 35″ N, 2° 03′ 42″ E / 41.359831°N,2.061736°E | IPA-18468     | Fàbrica Suris (Cornellà de Llobregat) · Vegeu més fotos d'aquest monument · Carregueu una nova foto d'aquest monument                                                    |
| Can Trabal, Ca Trampa                                                          | BCIL 2002   | Obra popular XVII                                      | Cornellà de Llobregat Ctra. Esplugues - camí de la Destraleta, el Fatjó                   | 41° 21′ 26″ N, 2° 04′ 04″ E / 41.357176°N,2.067803°E | IPA-18469     | Can Trabal (Cornellà de Llobregat) · Vegeu més fotos d'aquest monument · Carregueu una nova foto d'aquest monument                                                       |
| Can Tirel                                                                      | BCIL 2002   | Obra popular XVII                                      | Cornellà de Llobregat Camí de la Destraleta, Can Fatjó                                    | 41° 21′ 39″ N, 2° 03′ 59″ E / 41.360899°N,2.066304°E | IPA-18470     | Can Tirel (Cornellà de Llobregat) · Vegeu més fotos d'aquest monument · Carregueu una nova foto d'aquest monument                                                        |
| Torre de la Miranda                                                            | BCIL 2002   | Eclecticisme XIX                                       | Cornellà de Llobregat Av. Vicenç Martorell, Sant Ildefons                                 | 41° 21′ 37″ N, 2° 05′ 05″ E / 41.36021°N,2.08472°E   | IPA-18472     | Torre de la Miranda (Cornellà de Llobregat) · Vegeu més fotos d'aquest monument · Carregueu una nova foto d'aquest monument                                              |
| Cinema Familar Titan, Biblioteca Marta Mata                                    | BCIL 2002   | Noucentisme XX                                         | Cornellà de Llobregat C. Rubió i Ors, 184                                                 | 41° 21′ 09″ N, 2° 04′ 16″ E / 41.352509°N,2.070995°E | IPA-18780     | Familiar Cinema Titan (Cornellà de Llobregat) · Vegeu més fotos d'aquest monument · Carregueu una nova foto d'aquest monument                                            |
| Edifici d'habitatges de la Rambla de Josep Anselm Clavé 16                     |             | Noucentisme XX                                         | Cornellà de Llobregat Rbla. Josep Anselm Clavé, 16 - c. Verge del Pilar, 16               | 41° 21′ 18″ N, 2° 04′ 18″ E / 41.35491°N,2.07180°E   | IPA-50727     | Carregueu una nova foto d'aquest monument |
| Edifici d'habitatges de la Rambla de Josep Anselm Clavé 20                     |             | Noucentisme XX                                         | Cornellà de Llobregat Rbla. Josep Anselm Clavé, 20                                        | 41° 21′ 18″ N, 2° 04′ 20″ E / 41.35507°N,2.07217°E   | IPA-50728     | Carregueu una nova foto d'aquest monument |
| Edifici d'habitatges de la Rambla de Josep Anselm Clavé 6                      |             | Noucentisme XX                                         | Cornellà de Llobregat Rbla. Josep Anselm Clavé, 6                                         | 41° 21′ 16″ N, 2° 04′ 16″ E / 41.35458°N,2.07106°E   | IPA-50729     | Carregueu una nova foto d'aquest monument |
| Casa al carrer de l'Ametller 26                                                |             | Noucentisme XX                                         | Cornellà de Llobregat C. de l'Ametller, 26                                                | 41° 21′ 16″ N, 2° 04′ 09″ E / 41.35442°N,2.06912°E   | IPA-50732     | Carregueu una nova foto d'aquest monument |